# جون ويلي براينت
جون ويلي براينت هو محامي وسياسي أمريكي، ولد في 22 فبراير 1947 في لايك جاكسون في الولايات المتحدة. نشط حزبياً في الحزب الديمقراطي.

## مناصب
- انتخب عضو مجلس النواب الأمريكي [الإنجليزية]‏ عن دائرة Texas's 5th congressional district  [لغات أخرى]‏ وقد انضم خلال فترته النيابية [الإنجليزية]‏ (3 يناير 1989 – 3 يناير 1991) للكتلة البرلمانية الحزب الديمقراطي.
- انتخب عضو مجلس النواب الأمريكي [الإنجليزية]‏ عن دائرة Texas's 5th congressional district  [لغات أخرى]‏ وقد انضم خلال فترته النيابية [الإنجليزية]‏ (3 يناير 1987 – 3 يناير 1989) للكتلة البرلمانية الحزب الديمقراطي.
- انتخب عضو مجلس النواب الأمريكي [الإنجليزية]‏ عن دائرة Texas's 5th congressional district  [لغات أخرى]‏ وقد انضم خلال فترته النيابية [الإنجليزية]‏ (3 يناير 1985 – 3 يناير 1987) للكتلة البرلمانية الحزب الديمقراطي.
- انتخب عضو مجلس النواب الأمريكي [الإنجليزية]‏ عن دائرة Texas's 5th congressional district  [لغات أخرى]‏ وقد انضم خلال فترته النيابية [الإنجليزية]‏ (3 يناير 1983 – 3 يناير 1985) للكتلة البرلمانية الحزب الديمقراطي.
- في انتخابات مجلس النواب الأمريكي 1990 [الإنجليزية]‏، انتخب عضو مجلس النواب الأمريكي [الإنجليزية]‏ عن دائرة Texas's 5th congressional district  [لغات أخرى]‏ وقد انضم خلال فترته النيابية [الإنجليزية]‏ (3 يناير 1991 – 3 يناير 1993) للكتلة البرلمانية الحزب الديمقراطي.
- في انتخابات مجلس النواب الأمريكي 1992 [الإنجليزية]‏، انتخب عضو مجلس النواب الأمريكي [الإنجليزية]‏ عن دائرة Texas's 5th congressional district  [لغات أخرى]‏ وقد انضم خلال فترته النيابية [الإنجليزية]‏ (5 يناير 1993 – 3 يناير 1995) للكتلة البرلمانية الحزب الديمقراطي.
- في انتخابات مجلس النواب الأمريكي 1994 [الإنجليزية]‏، انتخب عضو مجلس النواب الأمريكي [الإنجليزية]‏ عن دائرة Texas's 5th congressional district  [لغات أخرى]‏ وقد انضم خلال فترته النيابية [الإنجليزية]‏ (4 يناير 1995 – 3 يناير 1997) للكتلة البرلمانية الحزب الديمقراطي.
- انتخب مندوب [الإنجليزية]‏ (1976 – ).
- انتخب مستشار قانوني [الإنجليزية]‏ (1973 – ).
- انتخب عضو مجلس نواب تكساس ‏ (1974 – 1982).
- انتخب عضو مجلس النواب الأمريكي [الإنجليزية]‏ (3 يناير 1983 – 3 يناير 1997).